# Flash mob

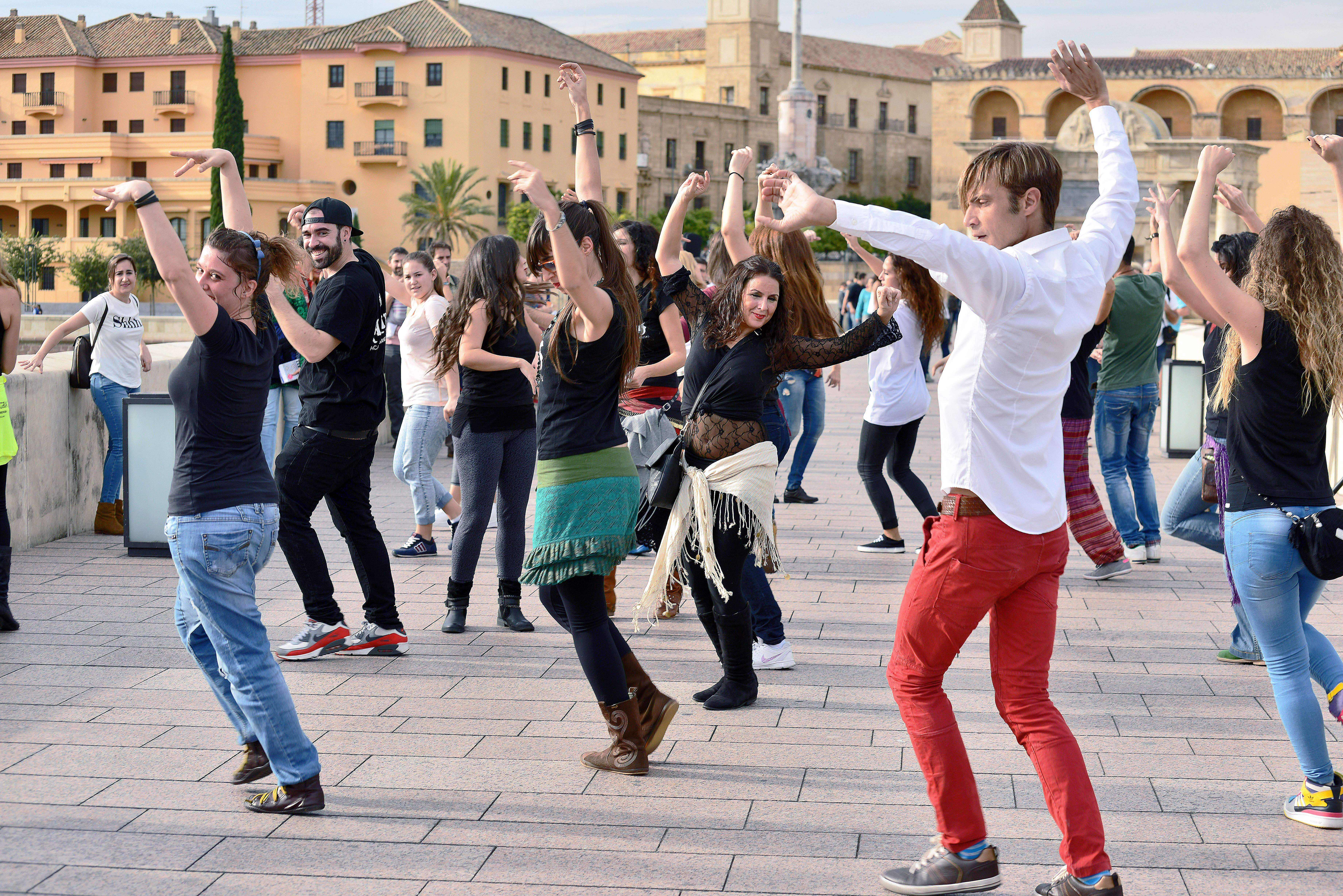
Flash mob a Córdoba

Un flash mob (o flashmob, dall'inglese flash, lampo, inteso come evento rapido, improvviso, e mob, folla) è un assembramento improvviso e di breve durata di varie persone in uno spazio pubblico, nel corso del quale tutti seguono una particolare coreografia. 

## Caratteristiche
Il fenomeno dei flash mob non ha scopi precisi, se non quello di spezzare la quotidianità dei partecipanti e del pubblico casuale con un evento fuori dall'ordinario. Si propone come un'azione priva di ritorno economico e per comunicare, in modo più o meno creativo, un messaggio che può essere, a seconda dei casi, sociale, politico o umoristico. I raduni vengono generalmente organizzati via internet (posta elettronica, reti sociali) o telefonia cellulare. Le regole dell'azione di norma vengono illustrate ai partecipanti pochi minuti prima che questa abbia luogo, ma se necessario possono essere diffuse con un anticipo tale da consentire ai partecipanti di prepararsi adeguatamente.

## Tipi diflash mob

### FreezeoFrozen
Nel freeze flash mob (dall'inglese freeze - congelato, immobile) i partecipanti, a un segnale o un orario convenuto, si fermano restando immobili fino al segnale di fine evento (generalmente la durata è di tre minuti).

### Silent Rave
Nei Silent rave i partecipanti si radunano sul posto stabilito dotati di lettori musicali e cuffiette ballando nel più completo silenzio, ognuno la propria musica.

### Human Mirror
Nello Human Mirror si reclutano svariate coppie di gemelli e si cerca di ricreare delle situazioni speculari. In Italia il più importante si è svolto a Trieste nel 2008, organizzato dall'Associazione Iazadi, con sette coppie di gemelli omozigoti.

### Massive
I massive flash mob sono flash mob che hanno come caratteristica quella di radunare migliaia di persone in modo pacifico, nello stesso luogo e nello stesso momento riempiendo piazze, parchi o monumenti. I partecipanti possono anche fare cose differenti come ballare, cantare, sedersi a terra, leggere, l'importante è che tutto avvenga nello stesso momento e riempiendo il luogo designato.

### Battaglie con i cuscini

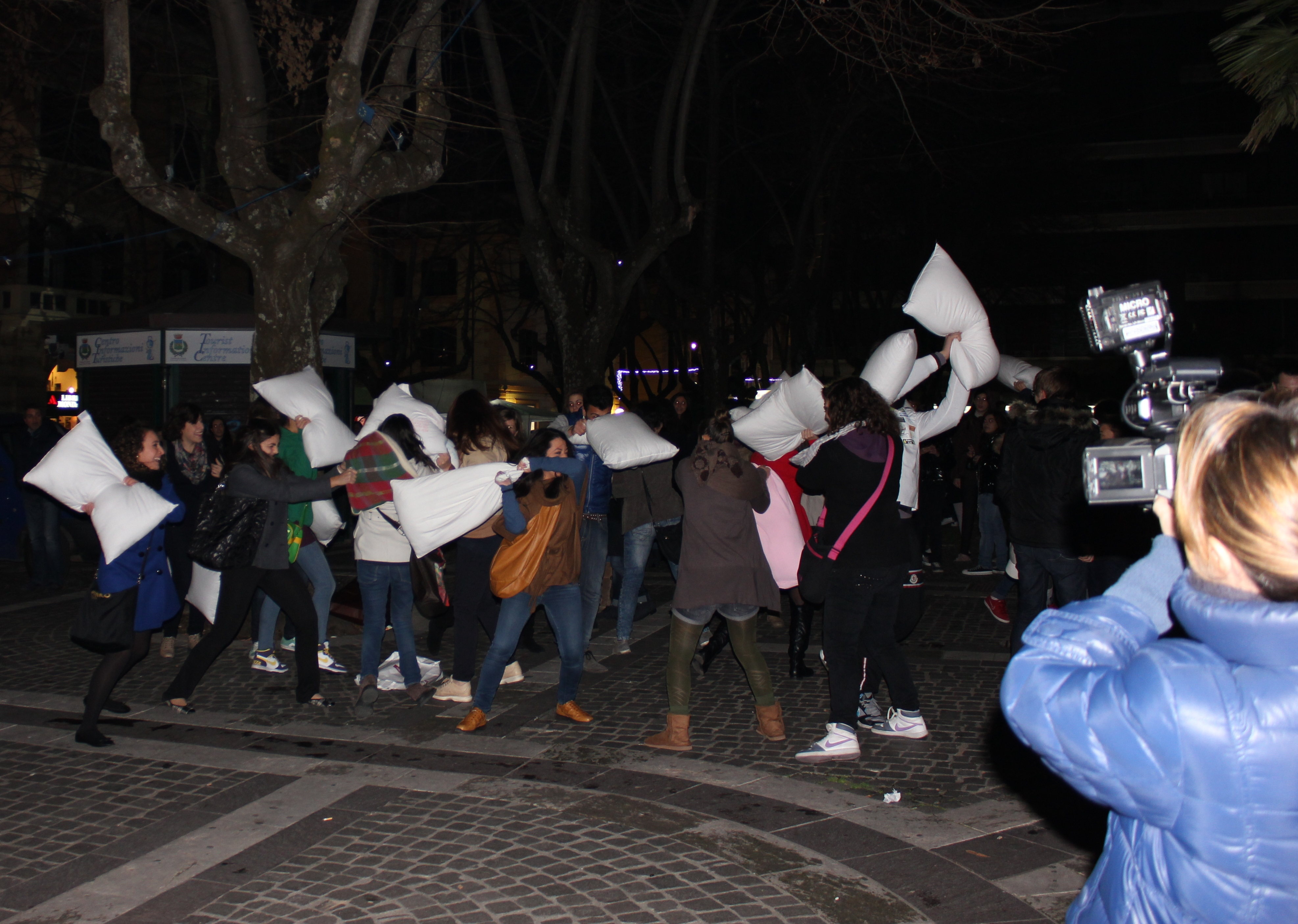
Ragazzi intenti in una battaglia con i cuscini (Pillow Fight)

Vengono considerati flash mob anche le battaglie con i cuscini (in inglese pillow fight), e i gavettoni. Di fatto però, soprattutto nel caso dei pillow fight, benché i partecipanti conoscano subito l'"attrezzatura necessaria", questi eventi condividono in pieno lo spirito del fenomeno. Ad esempio, la Roman Pillow Fight, giunta nel 2014 alla nona edizione, ogni aprile porta, in piazza Santa Maria in Trastevere, una ricorrenza accolta ormai quasi come una tradizione. Le mobilitazioni di massa che hanno precisi scopi sono chiamate invece smart mobs, termine utilizzato nella teorizzazione del fenomeno ad opera del sociologo Howard Rheingold nel suo Smart Mobs: The Next Social Revolution.

## Storia
Il fenomeno del flash mob si è diffuso in tutto il mondo in tempi brevissimi. Il primo, chiamato No Pants Subway Ride, risale al 2002 e venne tenuto a New York. Altri flash mob vennero in seguito tenuti anche in altre città come San Francisco e Tokyo. Tra gli eventi di questo genere si possono segnalare quello avvenuto l'8 settembre 2009 a Chicago, in occasione del concerto Oprah's 24 Kickoff Party, condotto da Oprah Winfrey, durante l'esibizione dei Black Eyed Peas con I Gotta Feeling, quello altrettanto imponente avvenuto durante l'Eurofestival a Oslo nel 2010, che vide partecipi 18.000 persone alla Telenor Arena di Oslo, oltre ad altre migliaia di persone in varie città dell'Europa, e quello del 28 luglio 2013 di Rio de Janeiro a cui presero parte circa 3 milioni di persone.

### In Italia
La pratica ha avuto una certa eco anche in Italia. Il primo flash mob in Italia e in Europa venne tenuto il 24 luglio 2003, quando oltre trecento persone si diedero appuntamento in Via del Corso, a Roma, per poi raggiungere un negozio di libri e dischi della città..
Eventi analoghi avvennero il marzo 2008 a Palermo, quando oltre mille persone simularono un'invasione aliena; a Napoli e verso la fine dello stesso anno, quando vennero tenute due iniziative analoghe per protesta contro la camorra e per omaggiare l'appena scomparso cantante Michael Jackson. Sempre a Roma, il novembre 2012, circa trentamila persone si riunirono per ballare Gangnam Style
Il 5 marzo l'UNICEF Italia lanciò il movimento giovanile "Younicef" attraverso un flash mob, il primo nazionale in 30 piazze in contemporanea. L'evento è preceduto dall'anteprima a Sanremo in pieno festival della canzone.
Dal 2024 anche la Cantata Anarchica organizza un flash mob nazionale che avviene annualmente a Roma.

## Nella cultura di massa
Il flash mob è stato reso ulteriormente famoso in Italia con il film Notte prima degli esami - Oggi, del 2007, nel quale gli attori Carolina Crescentini e Nicolas Vaporidis partecipano a due flash mob a Roma, il primo ingaggiando una battaglia con i cuscini a Trastevere, il secondo ballando completamente nudi sul ponte di Castel Sant'Angelo.
Anche nel film Amici di letto i protagonisti Justin Timberlake e Mila Kunis partecipano a due flash mob: il primo a Times Square e il secondo alla Grand Central Station a New York.